# Barron, Wisconsin
Barron là một thành phố thuộc quận Barron, tiểu bang Wisconsin, Hoa Kỳ. Năm 2000, dân số của thành phố này là 3248 người.